# Ray Traylor
Raymond W. "Ray" Traylor, Jr. (2 de mayo de 1963 - 22 de septiembre de 2004) fue un luchador profesional estadounidense. Fue conocido en el ring como The Big Boss Man. Traylor luchó en World Wrestling Federation (WWF) y World Championship Wrestling (WCW). Era conocido por usar un gimmick de policía.
Entre sus logros destacan cuatro reinados como Campeón Hardcore de WWF (uno de ellos el más largo de la historia) y un reinado como Campeón Mundial en Parejas de WWF junto a Ken Shamrock. El 7 de marzo de 2016, Traylor fue confirmado para ser incluido en el Salón de la fama de WWE de manera póstuma ese año.

## Carrera

### Inicios
Traylor, un guardia de prisión en Cobb County (Georgia), hizo su debut en 1985 como un jobber, perdiendo ante luchadores como King Kong Bundy en American Wrestling Association (AWA). Sin embargo, en National Wrestling Alliance (NWA) tuvo el gimmick del guardaespaldas de Jim Cornette bajo el nombre de Big Bubba Rogers, teniendo un feudo junto a Midnight Express, con the James Boys (Dusty Rhodes y Magnum T.A.). Tras esto, consiguió un fuerte push como heel, teniendo un feudo con Dusty Rhodes, enfrentándose en Bunkhouse Stampede, pero perdió Traylor. También compitió bajo el nombre de The War Machine en The Great American Bash en el segundo War Games match en el equipo de The Four Horsemen, pero su equipo fue derrotado. Sin embargo, dejó NWA por problemas con su sueldo. Se fue a la Universal Wrestling Federation, donde el 19 de abril de 1987 derrotó a One Man Gang, ganando el Campeonato Mundial Peso Pesado de UWF, pero lo perdió el 11 de julio de 1987 ante "Dr. Death" Steve Williams. Tras esto, se fue a World Wrestling Federation (WWF).

### World Wrestling Federation (1988-1993)

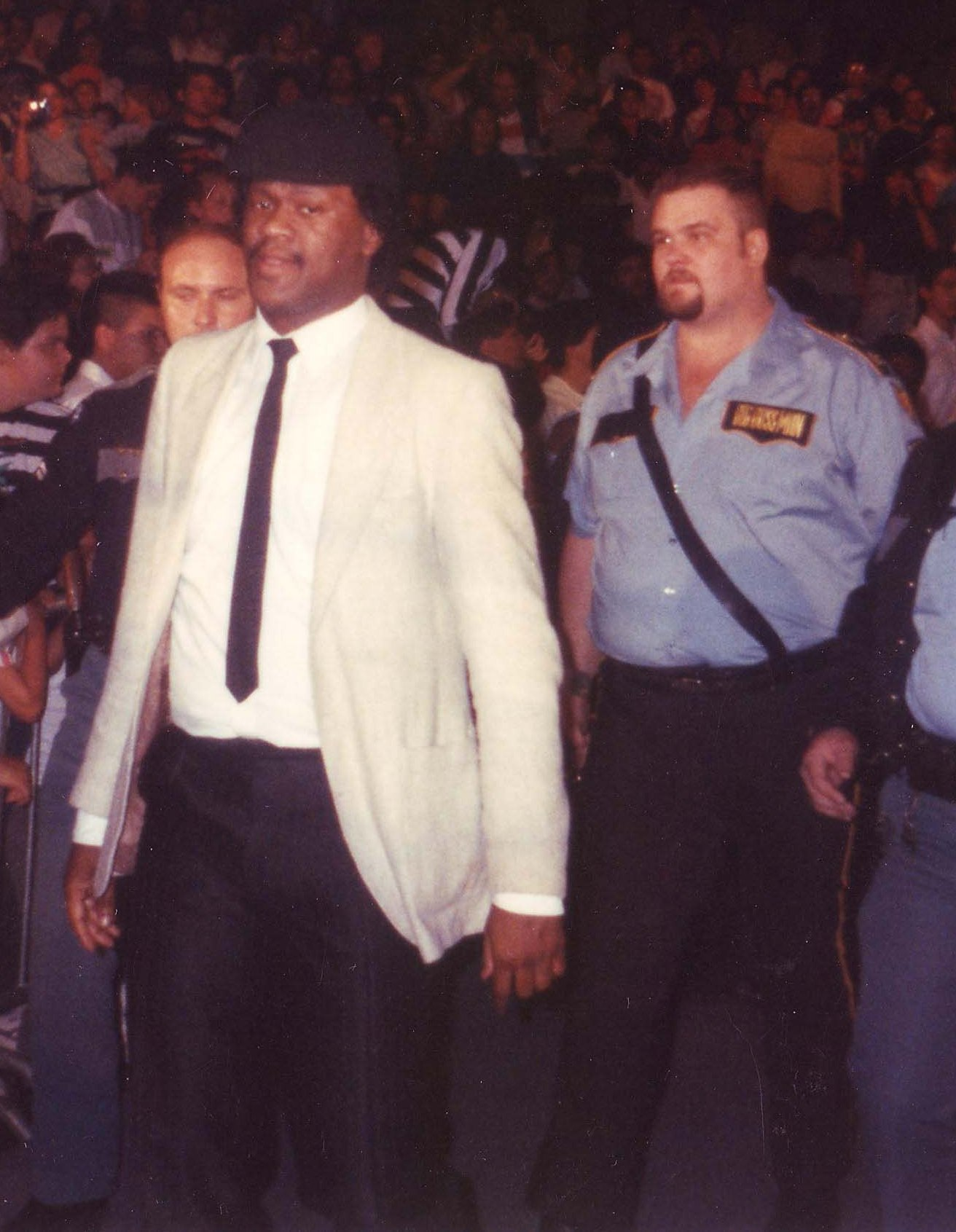
Boss Man junto a Slick en un evento de la WWF.

En 1988, Traylor se unió a World Wrestling Federation (WWF) cambiando su nombre a Big Boss Man, un personaje basado en su anterior profesión como guardia, luchando como heel. Traylor hizo su debut en Wrestlefest, derrotando a Scott Casey. Su primera lucha en PPV fue en SummerSlam, donde derrotó a Koko B. Ware. Tras esto, empezó un feudo con Hulk Hogan al atacarle en el segmento de entrevistas de Brother Love. Hogan se unió a Randy Savage, formando un equipo llamado The Mega Powers y Traylor hizo lo mismo con Akeem, siendo conocidos como Twin Towers, enfrentándose ambos equipos en The Main Event II, siendo derrotados Twin Towers. Sin embargo, derrotaron a The Rockers (Marty Jannetty & Shawn Michaels) en WrestleMania V. El 27 de mayo de 1989, en Saturday Night's Main Event, se enfrentó a Hogan en un Steel Cage match por el Campeonato Mundial de WWF, donde retuvo Hogan. Tras esto, Twin Towers empezaron un feudo con Demolition por su Campeonato Mundial en Parejas de WWF, enfrentándose en SummerSlam junto a André the Giant a Demolition y Jim Duggan, siendo Twin Towers y André derrotados.
El 25 de noviembre de 1989 en Saturday Night's Main Event perdió ante Dusty Rhodes y en Royal Rumble perdió ante Duggan por descalificación. Poco después se volvió face en el The Brother Love Show, tras rechazar devolverle el Campeonato del Millón de Dólares de WWF a Ted DiBiase después de que se lo quitara a Jake "The Snake" Roberts. DiBiase pagó a Slick pero Bossman no le entregó la bolsa de Jake, donde estaba el cinturón y la pitón de Jake, y acabó devolviéndoselo a Jake. The Twin Towers se disolvieron y empezó un feudo con Akeem, derrotándole en menos de dos minutos en WrestleMania VI y el 28 de abril de 1990 en Saturday Night's Main Event. Se unió al equipo de Hogan en Survivor Series junto a "Hacksaw" Jim Duggan y Tugboat, derrotando al equipo de Earthquake.
Se enfrentó a la cuadrilla de luchadores de Bobby Heenan, conocida como The Heenan Family, después de que Heenan hiciera unas observaciones sobre la madre de Bossman. Tras esto, en Royal Rumble derrotó a The Barbarian y en WrestleMania VII se enfrentó a Mr. Perfect por el Campeonato Intercontinental de WWF, ganando Bossman por descalificación de Perfect, por lo que Perfect retuvo el campeonato. Después tuvo un feudo con The Mountie, a quien derrotó en SummerSlam en un combate en Jailhouse acabando The Mountie pasando una noche en la cárcel. 
Participó en Royal Rumble, donde eliminó a Repo Man y a Hercules, pero acabó fallando un ataque contra Ric Flair y cayó eliminado. En WrestleMania VIII hizo equipo con Jim Duggan, Sgt. Slaughter & Virgil contra The Mountie, Repo Man & The Nasty Boys, ganando el equipo de Bossman. Tras esto, Nailz le atacó con la porra de Bossman, causándole una lesión (Kayfabe) que le mantuvo inactivo hasta Survivor Series en un combate Nightstick on a Pole, donde le derrotó. Su última pelea en WWF fue en Royal Rumble, donde perdió ante Bam Bam Bigelow. En marzo abandonó WWF.

### World Championship Wrestling (1993-1998)

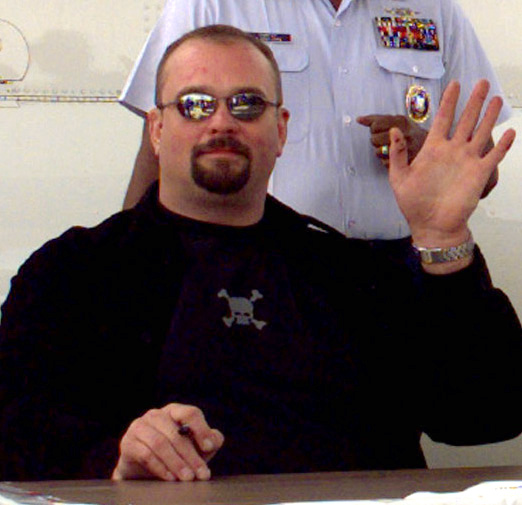
Big Boss Man

Después de abandonar WWF en 1993, Traylor estuvo una breve temporada en All Japan Pro Wrestling, donde estaba con Stan Hansen y "Dr. Death" Steve Williams, antes de volver a los Estados Unidos para trabajar para World Championship Wrestling (WCW). Traylor empezó siendo llamado The Boss, empezando un feudo con Rick Rude que les llevaría a pelear en Starrcade por su Campeonato Intercontinental Mundial Peso Pesado de WCW, ganando Rude la lucha. Luego tuvo un feudo con Big Van Vader, siendo derrotado por él en Spring Stampede. Poco después de esto, WWF avisó a WCW sobre emprender acciones legales contra ella por las similitudes de los gimmicks de Traylor de Big Bossman y The Boss, por lo que cambió su nombre a The Guardian Angel, cambiando a face. Manteniendo su feudo con Vader, fue derrotado por él en Bash at the Beach, Fall Brawl y Halloween Havoc. 
En 1995 cambió a heel, volviendo a llamarse Big Bubba Rogers, uniéndose a la Dungeon of Doom, empezando un feudo con Sting enfrentándose en SuperBrawl V a Sting & Randy Savage con la ayuda de Avalanche, siendo derrotados Avalanche y Traylor, en Uncensored con victoria para Traylor y en Slamboree con victoria para Sting. En Fall Brawl derrotó a Mark Minh y en World War 3 derrotó a "Hacksaw" Jim Duggan.
En 1996 empezó un feudo con John Tenta, que los llevaría a luchar en The Great American Bash y en Bash at the Beach, ambas con victoria para Tenta. Tras esto, el resto de 1996 luchó contra luchadores en Nitro. En 1997 se unió al New World Order, derrotando en Souled Out a Hugh Morrus, pero a finales de 1997, dejó nWo y empezó a luchar bajo su verdadero nombre, empezando un feudo con ésta y luchando en Starrcade junto a The Steiner Brothers (Rick & Scott) contra Randy Savage, Scott Norton & Vincent, ganando los segundos y en Souled Out derrotó junto a Los Steiner a Konnan, Scott Norton & Buff Bagwell. Tras esto, abandonó WCW y regresó a WWF.

### World Wrestling Federation/Entertainment (1998-2002)

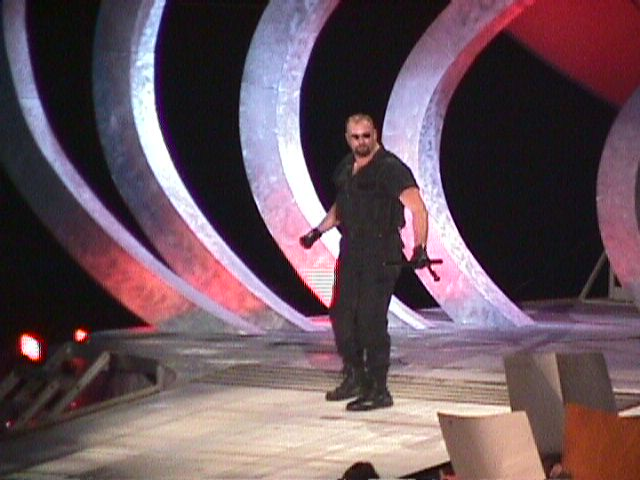
Traylor como Big Bossman en SmackDown! en 1999.

Tras esto, Traylor volvió a WWF el 12 de octubre de 1998 en un episodio de Raw is War de nuevo bajo su gimmick de Big Boss Man, pero llevando un uniforme del SWAT en vez del de policía, siendo nombrado el guardaespaldas de Vince McMahon. Traylor pasó a formar parte del stable de McMahon The Corporation, un grupo de luchadores controlados por McMahon para ayudarle a pelear contra Stone Cold Steve Austin y D-Generation X. En Survivor Series, pariticpó en un torneo por el vacante Campeonato de WWF, perdiendo ante Austin por descalificación y ante The Rock, ya que Triple H no podía participar y Traylor le sustituyó. Luego tuvo un feudo con Mankind, derrotándole el 20 de noviembre de 1998, ganando el Campeonato Hardcore de WWF, pero lo perdió ante Road Dogg el 5 de diciembre de 1998, por lo que empezaron un feudo entre ellos. Bossman hizo equipo con Ken Shamrock, enfrentándose a Dogg y a Billy Gunn por el Campeonato Mundial en Parejas de WWF en Rock Bottom, ganando DX, pero ganándolo el 14 de diciembre de 1998, reteniéndolo hasta el 25 de enero de 1999, perdiéndolo ante Jeff Jarrett & Owen Hart. En Royal Rumble derrotó a The Road Dogg, terminando su feudo, en una lucha individual, pero en la Royal Rumble Match fue eliminado por Steve Austin. En St. Valentine's Day Massacre derrotó a Mideon. Luego tuvo un feudo con The Undertaker, a quien se enfrentó en WrestleMania XV en un Hell in a Cell, siendo derrotado Boss Man y posteriormente, ahorcado en la jaula por el Ministry of Darkness de Undertaker.
Luego participó en el torneo del King of the Ring, pero fue derrotado en el primer combate por X-Pac. Sin embargo, en Fully Loaded derrotó a Al Snow, ganando su segundo Campeonato Hardcore, el cual retuvo hasta SummerSlam, donde lo perdió ante Snow. Sin embargo, Traylor lo consiguió dos días después, pero lo perdió a las dos semanas ante The British Bulldog. En Unforgiven se enfrentó a Al Snow por el Campeonato Hardcore en un Kennel from Hell match, ganando la lucha Snow. Sin embargo, el 12 de octubre le derrotó, consiguiendo su cuarto y último título Hardcore. Tras esto, empezó un feudo con el Campeón de WWF Big Show, luchando contra él en Armageddon, reteniendo Show. Participó en Royal Rumble, donde eliminó a Rikishi, Chyna y Faarooq antes de ser eliminado por The Rock y en No Way Out fue derrotado por Tazz. 
El 19 de marzo en Sunday Night Heat, Boss Man introdujo a Bull Buchanan como su protegido. Formaron un equipo, derrotando a The Godfather & D'Lo Brown en WrestleMania 2000 y a the Acolytes Protection Agency en Backlash. El equipo se disolvió el 5 de junio en Raw is War, después de perder ante the Hardy Boyz, ya que Boss Man dejó inconsciente a Buchanan por su derrota.
En el verano de 2000, Traylor desapareció de la televisión de WWF, siendo trasladado a los programas Jakked y Heat, teniendo un feudo con Crash Holly. Cuando regresó de una lesión que había tenido a finales de 2001, empezó a hacer equipo con Booker T, solo bajo el nombre de The Boss Man. El equipo se disolvió en enero de 2002, por lo que Traylor volvió a luchar en Jakked y Heat. En abril de 2002, hizo un equipo con Mr. Perfect, pero ambos fueron separados por el Draft. En junio de 2002, luchó en su última pelea en WWE, donde perdió ante Tommy Dreamer. Traylor entonces fue asignado como nuevo entrenador de los nuevos luchadores del territorio en desarrollo de WWE, Ohio Valley Wrestling, pero ese mismo año, fue despedido de WWE.

## Fallecimiento
Traylor murió en su casa debido a un ataque al corazón en Dallas, el 22 de septiembre de 2004 mientras visitaba a su hermana.

## Campeonatos y logros
- Universal Wrestling Federation

- UWF World Heavyweight Championship (1 vez)

- World Wrestling Federation/WWE

- WWF Hardcore Championship (4 veces)
- WWF Tag Team Championship (1 vez) - con Ken Shamrock
- WWE Hall of Fame (Clase de 2016)

- Pro Wrestling Illustrated
  - Situado en el N°25 en los PWI 500 de 1991[6]
  - Situado en el N°23 en los PWI 500 de 1992[7]
  - Situado en el N°58 en los PWI 500 de 1993[8]
  - Situado en el N°55 en los PWI 500 de 1994[9]
  - Situado en el N°82 en los PWI 500 de 1995[10]
  - Situado en el N°93 en los PWI 500 de 1996[11]
  - Situado en el N°188 en los PWI 500 de 1997[12]
  - Situado en el N°94 en los PWI 500 de 1999[13]
  - Situado en el N°96 en los PWI 500 de 2000[14]
- Wrestling Observer Newsletter

- WON Luchador que más ha mejorado - 1987
- WON Peor feudo del año - 1996 con The Earthquake
- WON Peor feudo del año - 1999 con The Big Show
- WON Peor lucha del año - 1999 contra Al Snow en un Kennel from Hell match Unforgiven, 26 de septiembre